# Jang Hyun-soo
Jang Hyun-soo (hangul: 장현수), född 28 september 1991 i Seoul, är en sydkoreansk fotbollsspelare som spelar för Al-Hilal. Han representerar även Sydkoreas landslag.